# Karpatská mohylová kultura
Karpatská mohylová kultura je archeologická kultura střední doby bronzové chronologických stupňů BB1 až BC2 a začátku stupně BD systému Paula Reneckeho. Rozšířená byla na západním Slovensku východně od Váhu, ve východní části Rakouska v Burgenlandu a v části západního Maďarska. Je charakteristická pohřbíváním mrtvých pod mohylami a je tak součástí komplexu mohylových kultur, který se rozprostíral od východní Francie po střední Evropu. Těsně souvisí ale zejména s mohylovými skupinami v Karpatské kotlině. Vznikla na podkladě kultury maďarovské skupiny v prostředí střetávání vlivů vznikající středodunajské mohylové kultury pod vlivy z jihovýchodu a pokračujícího vývoje starobronzových kultur na východě, kultur piliňské a Suciu de Sus. Po zhruba 200 letech vývoje zanikla a její zánik je spjatý s tvorbou kultury středodunajských popelnicových polí a čakanské kultury.

## Charakteristika kultury
Kulturu, podobně jako sousední středodunajskou mohylovou, charakterizuje již v předešlém období nastartovaný rozvoj výroby a používání bronzových předmětů a nástrojů, kdy dochází k jejich širšímu využití v hospodářské činnosti (srpy, sekery, nože), v osobní hygieně (břitvy, pinzety) a z bronzu se začínají vyrábět i hroty šípů a zcela nové zbraně - meče. Velmi rozšířené jsou bronzové šperky a součásti oděvu, zejména jehlice a typické závěsky. Po období poklesu civilizační úrovně v době formování mohylových kultur, kdy zanikly opevněné osady předešlého období, pokračuje sociální diferenciace, prohloubení společenské dělby práce a vzestup specializace výrobních procesů. Lze předpokládat těžbu surovin pro výrobu bronzu na místních slovenských ložiscích.

## Archeologické lokality
- Dolný Peter

Pohřebiště bylo prozkoumáno v letech 1958–1959 a našlo se zde 51 kostrových hrobů a 5 žárových, které dokládají přechod od maďarovské kultury ke kultuře mohylové. Mohyly byly zachyceny pouze nepřímo v podobě žlábků okolo některých hrobů.
- Nové Zámky

Pohřebiště prozkoumané v letech 1960–1961 poskytlo doklady o 17 kostrových a 14 žárových hrobech, tedy o vyrovnanějším poměru birituality než v Dolném Peteru. Hmotná kultura jeví příbuznost se středodunajskou mohylovou kulturou. Blízké, mladší pohřebiště v poloze Bereg je také birituální a byly zde zachyceni i stopy mohyl v podobě kamenných věnců okolo hrobů.
- Skalka

Toto pohřebiště se rozkládá u soutoku Dunaje a Ipľu a je tvořeno dvěma částmi označovanými Skalka I a Skalka II. Na lokalitě Skalka I bylo průzkumem v letech 1960–1962 prokopáno 172 hrobů, které svědčí opět o biritualitě, avšak žárový pohřeb měl již značnou převahu, pouze 12 hrobů bylo kostrových a patřily k nejstarším na pohřebišti, zbytek byly žárové pohřby v zakrytých urnách nebo v jamkách. Část hrobů obsahovala kamenné obložení a zaznamenány byly i zbytky mohyl.